# اقتصاد الولايات المتحدة

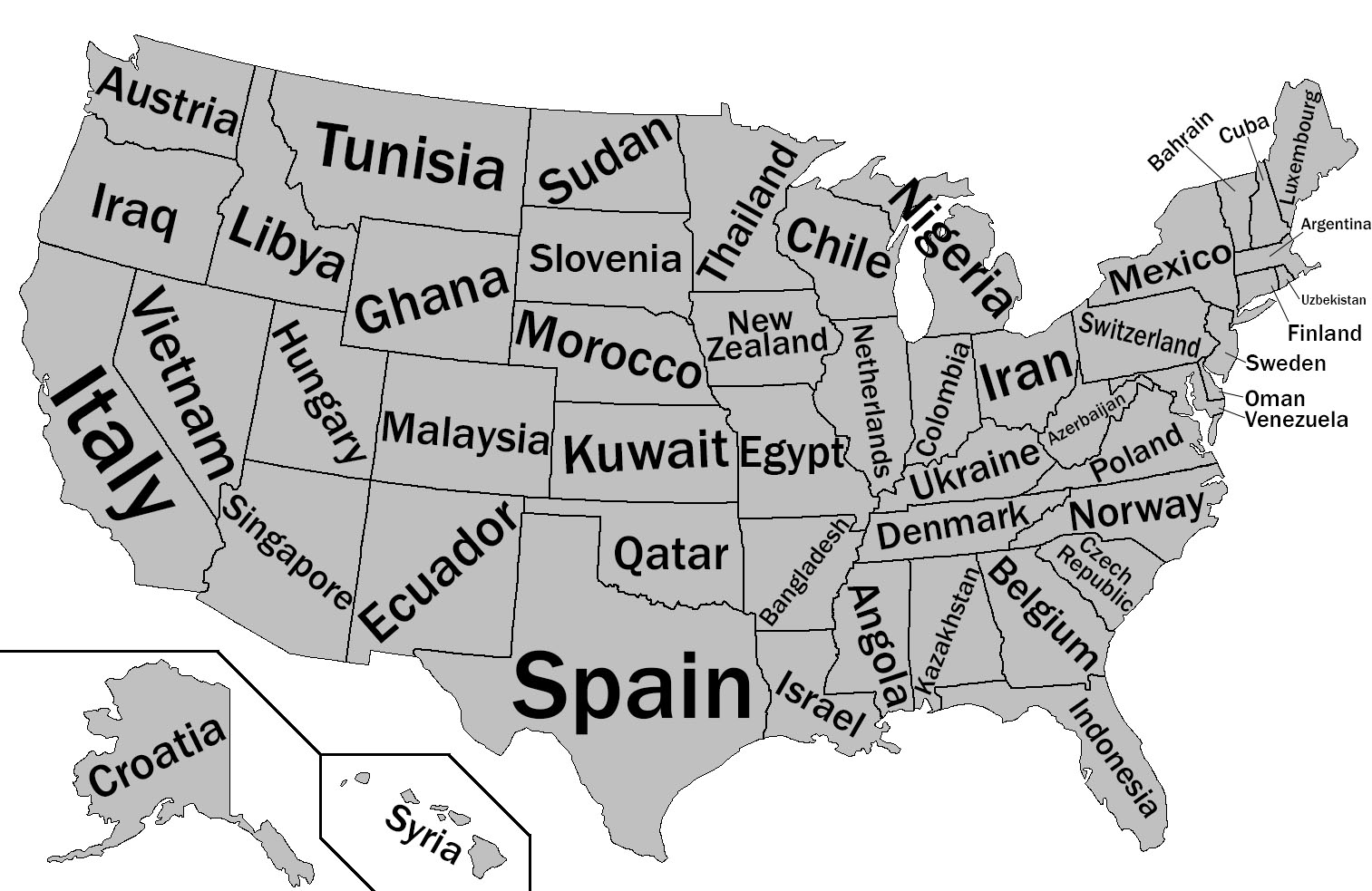
This image compared US states and other countries by GDP approximately in 2012.

اقتصاد الولايات المتحدة هو اقتصاد متقدم إلى حد كبير، وقائم على نظام اقتصاد السوق. يُعد اقتصاد الولايات المتحدة أكبر اقتصاد في العالم من ناحيتي الناتج المحلي الإجمالي الاسمي وإجمالي الثروة (الثروة الصافية)، ويحل في المرتبة الثانية من ناحية الناتج المحلي الإجمالي على أساس تعادل القوة الشرائية. في عام 2021، حلّ الاقتصاد الأمريكي في المرتبة الخامسة من ناحية الناتج المحلي الإجمالي الاسمي للفرد، والمرتبة السابعة من ناحية الناتج المحلي الإجمالي على أساس تعادل القوة الشرائية للفرد الواحد. تمتلك الولايات المتحدة الاقتصاد الأقوى تقنيًا، والأكثر ابتكارًا، على الصعيد العالمي، وتبرز قوة الاقتصاد في مجالات الذكاء الاصطناعي والحاسوب والأدوية والطب والفضاء الجوي والتقنية العسكرية  خصوصًا. يعد الدولار الأمريكي العملة الأكثر استخدامًا في التجارة الدولية، والعملة الرئيسية في احتياطي العملات التي تحتفظ بها المصارف والدول، مدعومًا باقتصاد الولايات المتحدة وقواتها المسلحة، وإعادة تدوير البترودولار، والإيداعات الآجلة بالدولار خارج مصارف الولايات المتحدة، ووزارة الخزانة الأمريكية. يعد الدولار الأمريكية عملة رسمية في عدة دولٍ أخرى، وعملة سائدة فعليًا في دول أخرى. تعد الصين والاتحاد الأوروبي وكندا والمكسيك والهند واليابان وكوريا الجنوبية والمملكة المتحدة وتايوان من أكبر الشركاء التجاريين للولايات المتحدة. تحتل الولايات المتحدة المرتبة الأولى من ناحية الواردات، والثانية من ناحية الصادرات، على الصعيد العالمي. وقّعت الولايات المتحدة اتفاقيات تجارة حرة مع عدة دول، من بينها الاتفاقية بين الولايات المتحدة الأمريكية والمكسيك وكندا، واتفاقيات مع أستراليا وكوريا الجنوبية وإسرائيل، وهناك دولٌ أخرى تخوض مفاوضات حول التجارة الحرة مع الولايات المتحدة، أو تسري فيها هذه الاتفاقيات فعليًا.
تفوقت الولايات المتحدة على الإمبراطورية البريطانية من ناحية الاقتصاد الأكثر إنتاجية على صعيد العالم بحلول عام 1890. الولايات المتحدة أكبر منتج للنفط والغاز الطبيعي. كانت الولايات المتحدة، في عام 2016، الدولة الأكثر إجراءً للمعاملات التجارية في العالم، واحتلت المرتبة الثالثة في مجال الصناعة، فكانت الصناعات الأمريكية تمثّل خمس الإنتاج الصناعي العالمي. لا تملك الولايات المتحدة أكبر سوق داخلي للبضائع فحسب، بل تهيمن على تجارة الخدمات أيضًا. وصلت قيمة التعاملات التجارية للولايات المتحدة إلى 5.6 تريليون دولار في عام 2018. تعد الولايات المتحدة المقرّ الرئيسي لـ121 شركة من بين الشركات الـ500 الأكبر في العالم وفق ترتيب فورتشن غلوبال 500. تحتوي الولايات المتحدة أكبر عدد من أصحاب المليارات، وتبلغ الثروة الإجمالية لهؤلاء 3 تريليون دولار. امتلكت المصارف التجارية في الولايات المتحدة 20 تريليون دولار من الأصول، اعتبارًا من شهر أغسطس من عام 2020. تملك الولايات المتحدة أصولًا عالمية تحت الإدارة تزيد قيمتها عن 30 تريليون دولار.
تعد بورصتا نيويورك وناسداك أكبر سوقين للأوراق المالية في العالم من ناحية القيمة السوقية وحجم التداول. تبلغ قيمة الاستثمارات الأجنبية في الولايات المتحدة 4 تريليون دولار، في حين تتجاوز قيمة الاستثمارات الأمريكية في الدول الأجنبية مبلغ 2.6 تريليون دولار. يُصنف الاقتصاد الأمريكي في المرتبة الأولى عالميًا من ناحية رأس المال المخاطر وتمويل البحث والتطوير العالميين. ألّف إنفاق المستهلك نسبة 68% من الاقتصاد الأمريكي في عام 2018، وبلغت حصة الموظفين من الدخل 43% في عام 2017. تتميز الولايات المتحدة بامتلاكها أكبر سوق استهلاكية في العالم. جذب سوق العمالة الوطنية هجرات من مختلف أنحاء العالم، ويُعد معدل صافي الهجرة في الولايات المتحدة الأعلى عالميًا. حقق اقتصاد الولايات المتحدة أفضل أداء وفق الدراسات الاقتصادية، كتقرير مؤشر سهولة ممارسة الأعمال وتقرير التنافسية العالمي على سبيل المثال، وغيرها.
شهد الاقتصاد الأمريكي انكماشًا حرجًا إبان أزمة الركود الاقتصادي عام 2008، والتي بدأت منذ شهر ديسمبر عام 2007 وحتى شهر يونيو عام 2009. مع ذلك، استعاد الناتج المحلي الإجمالي الحقيقي ذروة مستواه السابق للأزمة (أواخر عام 2007) إبان عام 2011، وعاد صافي دخل الأسرة إلى مستواه بحلول الربع الثاني من عام 2012، وعادت أجور الوظائف غير الزراعية إلى مستواها السابق بحلول مايو عام 2014، في حين عاد معدل البطالة إلى مستواه بحلول سبتمبر عام 2015. استمرّت هذه القيم المتغيرة في سجل ما بعد الركود على حالها، وكانت المدة الزمنية لتعافي الاقتصاد الأمريكي في المرتبة الثانية عالميًا بحلول أبريل عام 2018. في الربعين الأولين من عام 2020، دخل الاقتصاد الأمريكي فترة ركود جراء انتشار فيروس كوفيد-19. سبّب الركود الاقتصادي الناتج عن جائحة كوفيد-19 أشدّ انكماشٍ في الاقتصاد العالمي منذ الكساد الكبير، وكان تأثيره أسوأ بكثيرٍ من «الركود الاقتصادي عام 2008». صُنّفت الولايات المتحدة في المرتبة الـ41 ضمن قائمة الدول الأعلى في التفاوت الاقتصادي، من بين 156 دولة، في عام 2017، وكان فجوة الثروة في الولايات المتحدة أعلى من نظيراتها في باقي دول العالم الغربي.

## تاريخ

### فترة الاستعمار والقرن الثامن عشر
بدأ تاريخ اقتصاد الولايات المتحدة منذ تأسيس المستوطنات البريطانية على الساحل الشرقي في القرنين السابع عشر والثامن عشر. اكتسبت الولايات الـ13 استقلالها عن الإمبراطورية البريطانية في أواخر القرن الثامن عشر، وتطوّر اقتصادها فوريًا من اقتصاد المستعمرات إلى الاقتصاد القائم على الزراعة.

### القرن التاسع عشر
ازداد حجم اقتصاد الولايات المتحدة في غضون 180 عامًا، وأصبح أكثر تكاملًا واعتمادًا على الصناعة، مؤلِّفًا خمس الاقتصاد العالمي. اقترب اقتصاد الولايات المتحدة من اقتصاد الإمبراطورية البريطانية جراء الأسباب السابقة، وتجاوزه في نهاية المطاف، متجاوزًا أيضًا مجموعة من الدول الأخرى التي تأخرت اقتصاديًا. كفل الاقتصاد توفير أجور مرتفعة، ما جذب ملايين المهاجرين من مختلف أنحاء العالم.
في أوائل العقد الأول من القرن التاسع عشر، كانت الولايات المتحدة بلدًا زراعيًا إلى حدّ كبير، ويعمل 80% من سكانها في الزراعة. ركّزت غالبية الصناعات على المراحل الأولى من تحويل المواد الخام، وتصدّرت الأخشاب ومعامل النشارة والنسيج والجزمات والأحذية تلك الصناعة. ساهمت الثروة الكبيرة من الموارد في توسّع الاقتصاد بسرعة في القرن التاسع عشر. سمح توفر الأراضي الفسيحة بالنمو المستمر لعدد المزارعين، لكن نشاط الصناعة والخدمات والنقل والقطاعات الأخرى نما بسرعة أكبر. لذا، وبحلول عام 1860، انخفضت نسبة سكان الأرياف في الولايات المتحدة من 80% إلى 50%.
في القرن التاسع عشر، تزامنت فترات الركود مرارًا مع الأزمات المالية. فجاء كساد مدته 5 سنوات عقب ذعر العام 1837، حينما حدث فشل مصرفيّ وسُجلت مستويات غير مسبوقة من البطالة. تصعب موازنة شدة فترات الركود الحالية مع فترات الركود السابقة بسبب التغيّرات الكبرى في الاقتصاد على مر قرونٍ من الزمن. كانت فترات الركود عقب الحرب العالمية الثانية أقل شدة من فترات الركود المبكرة، لكن سبب ذلك يبقى مجهولًا.

### القرن العشرين
في بداية القرن العشرين، مهّدت الابتكارات والتحسينات الجديدة الطريق أمام تحسين مستوى معيشة المستهلكين الأمريكيين. ازداد حجم الكثير من الشركات عبر استغلال وفورات حجم الاقتصادي، وتحسين سبل التواصل لإجراء عمليات على المستوى الوطني. أدى تجمّع تلك الصناعات إلى نمو مخاوفٍ من الاحتكار، والذي سيؤدي بدوره إلى رفع الأسعار وتخفيض المخرجات، لكن معظم الشركات عملت على تخفيض النفقات بسرعة، فبرزت اتجاهات نحو تخفيض الأسعار وزيادة المخرجات في تلك الصناعات. شاركت الشركات الكبرى نجاحها مع العديد من العمل، فكانت توفر أعلى أجور على مستوى البلاد.

### الأزمات
مر الاقتصاد الأمريكي بعدة أزمات كانت أولها وأكبرها انهيار عام 1929 والذي استمر حتى عام 1933 حيث في يوم 24 أكتوبر 1929 بعد طرح 19 مليون سهم للبيع دفعة واحدة. وبفعل المضاربات أصبح العرض أكثر من الطلب فانهارت قيمة الأسهم، فعجز الرأسماليون عن تسديد ديونهم فأفلست البنوك وأغلقت عدة مؤسسات صناعية أبوابها كما عجز الفلاحون عن تسديد قروضهم فاضطروا للهجرة نحو المدن وقد سمي هذا اليوم بالخميس الأسود وقد خسر مؤشر الداو جونز ما يقارب ال 50% من قيمته ولم يعد لمستواه إلّا بعد مرور أكثر من 20 عامًا وفي أكتوبر 1987 انهارت سوق الاسهم مرة أخرى حيث انخفض مؤشر الداو جونز بنسبة 22.6% وسمي بالثلاثاء الأسود. كما تسببت أحداث الحادي عشر من سبتمبر 2001 بانهيار بعض الشركات وسبب في اضطرابات في الاقتصاد العالمي.
اما آخر الأزمات كانت في أغسطس 2008 بعد أزمة في الرهن العقاري وانخفاض أسعار المنازل وانهيار مؤسسات مالية كبرى كان أهمها بنك بير ستيرنز مما أدى إلى الاستحواذ عليه من قبل بنك جي بي مورغان تشايس وتعرضت مؤسسات وبنوك مثل فريدي ماك وفانيي ماي وليمان براذرز إلى الانهيار مما أدى إلى تدخل الحكومة الأمريكية لانقاذهن وأيضا هبوط الدولار إلى أدنى مستوياته في التاريخ وارتفاع معدلات التضخم لأعلى مستوى في 17 سنة وارتفاع سعر النفط إلى مستويات قياسية حيث وصلت إلى 147 دولار للبرميل وبعد فترة عادت للهبوط إلى ما دون الـ50 دولار، وارتفع سعر صرف الدولار واستئنف الاقتصاد الأمريكي النمو لكن الأزمة ما زالت خطيرة وتهدد الاقتصاد العالمي ويتوقع الخبراء ان تنتهي في منتصف 2010 وقد وضعت الحكومة الأمريكية خطة الإنقاذ الأمريكية لكن الكونغرس رفضها في المرة الأولى وبعد ذلك تم إضافة بعض التعديلات فوافق الكونغرس عليها لكن الأزمة استمرت وواصلت الأسواق انهياراتها الحادة وواصلت المعادن والنفط الهبوط.

### الاقتصاد الأمريكي وفترات الحكم
يتغير الاقتصاد الأمريكي من رئيس إلى آخر ومن ديمقراطي إلى جمهوري حيث تتسم فترة حكم الديمقراطيين بالاستقرار والرخاء الاقتصادي أما الجمهوريين فكثيراً ما تحدث انهيارات اقتصادية في فترات حكمهم الاقتصادية وأكبر مثالين الرئيسان بيل كلينتون وجورج بوش :
- بيل كلينتون (ديمقراطي) :

من 1992 إلى 2000 تعتبر فترة حكمه أزهى عصر اقتصادي في تاريخ الولايات المتحدة حيث استلم بعد جورج بوش الأب الحكم وكانت ديون أمريكا قياسية تقدر ب290 مليار دولار لكن في فترة حكمه استطاع تقليص الدين وتحويله إلى فائض تجاري سنة 1998 واستطاع أيضا تخفيض نسبة الفقراء الأمريكيين وانتعاش في البورصات الأمريكية وتخفيض عدد العاطلين عن العمل وزيادة في الاجور ويطلق عليه الأمريكين العصر الذهبي للاقتصاد الأمريكي ووصلت شعبية الرئيس كلينتون إلى 65% وهي أعلى شعبية لرئيس أمريكي.
- جورج بوش (جمهوري) :

من 2001 إلى 2009 تعد فترة حكمه اعنف ركود منذ ما يقارب القرن حيث في سنة 2007 بدأت أزمة الرهن العقاري وتطورت إلى أن أصبحت ازمة اقتصادية عالمية وليست مالية فحسب وشهدت أيضا انهيار أكبر المؤسسات الأمريكية والعالمية وارتفاع كبير جداً في عدد العاطلين عن العمل ووصول البطالة فوق 6.1% وهي أعلى مستوى منذ عقود وارتفاع قياسي في الدين الأمريكي باكثر 500 مليار دولار بعد أن كان فائضا بنفس الرقم بعهد كلينتون الاقتصادية وحرب العراق والقتلى الأمريكان على شعبيته كرئيس حيث تقدر ب 22% وهي أدنى شعبية لرئيس أمريكي.

## مظاهر قوة الاقتصاد الأمريكي

### قوة الفلاحة
تعتبر الفلاحة قطاع ثانوي في الاقتصاد الأمريكي بتقديمها لنسبة ضعيفة من الناتج الداخلي الخام، وتشغيلها نسبة ضعيفة من اليد العاملة، ومع ذلك فمظاهر قوة هذا القطاع متعددة تتجلى في:
•اعتبارها أول فلاحة في العالم انتاجا وتصديرا.
•احتلال مراتب اولى في عدة منتجات كالذرة، الصوجا والقمح.
•السيطرة على حصة كبيرة من الإنتاج العالمي الفلاحي.
•ضخامة وتنوع الإنتاج خاصة انتاج الحبوب والماشية.
وتقسم الولايات المتحدة إلى ثلاث مجالات فلاحية كبرى وهي: المجال الفلاحي الشرقي، المجال الفلاحي الأوسط، المجال الفلاحي الغربي.

### قوة الصناعة
تعد الصناعة قطاعا أساسيا في الاقتصاد الأمريكي، وتحتل الولايات المتحدة الأمريكية المراتب الأولى عالميا في عدة منتجات صناعية، وتسيطر على حصة كبيرة من الإنتاج العالمي عبر عدة منتجات صناعية.ويتميز الإنتاج الصناعي بالتنوع والضخامة.ومع إن بعض الصناعات القديمة (السيارات , الصلب , النسيج) قد تراجعت لوجود منافسة خارجية قوية، إلا أنها مازالت تحتل الصدارة عالميا، فبالمقابل ازدهرت الصناعات المتطورة والعالية التكنولوجيا (الصناعة الالكترونية، الفضائية، الكهربائية).
وتقسم الولايات المتحدة الأمريكية إلى ثلاث مجالات صناعية كبرى:
- الشمال الشرقي: يعتبر اقدم منطقة صناعية بالبلاد، ورغم تراجع اهميتها الصناعية مازالت أول منطقة صناعية بالبلاد.وتسود بها الصناعات القديمة.كما يضم هذا المجال منطقتين صناعيتين هما الميكالوبوليس والبحيرات الكبرى.
- الجنوب: وهو مجال صناعي حديث ظهرت به الصناعات المتطورة والصناعات البترولية.
- الغرب: هو مجال صناعي متطور ظهرت به الصناعات العالية التكنولوجيا، ويضم وادي السيلكون (أكبر تجمع في العالم للمقاولات المختصة في الصناعات الالكترونية والمعلوماتية).

### قوة التجارة
تهيمن المنتجات المصنعة على الصادرات والواردات الأمريكية، وهي مكونة من مواد التجهيز والاستهلاك والسيارات و المعلوميات،وتتعامل الولايات المتحدة مع عدة دول خاصة كندا واليابان و دول الإتحاد الأوروبي و دول جنوب شرق آسيا و دول أمريكا اللاتينية.
كما تتميز الولايات المتحدة بقوة مواصلاتها وموانئها (كميناء سياتل الذي يعتبر أكبر ميناء على المحيط الهادي ).لكن، ورغم كل هذه المقومات التجارية فإن قيمة الواردات الأمريكية تفوق قيمة الصادرات، أي أنها تعاني من عجز الميزان التجاري.

### مظاهر أخرى

#### قوة الإستثمارات
تعد الولايات المتحدة من أكبر الدول المستثمرة بالخارج، وتتميز هذه الإستثمارات بضخامة حجمها.
كما تمثل الشركات الأمريكية نسبة كبيرة من الشركات المتعددة الجنسيات المائة الأولى. وتستقطب الولايات المتحدة استثمارات ضخمة من الخارج لوجود سوق استهلاكية كبيرة، وكذا الإستقرار السياسي الذي تعرفه البلاد، وأغلب الإستثمارات قادمة من اليابان ، الصين ، كندا والإتحاد الأوروبي .

#### قوة قطاع الخدمات
يسيطر هذا القطاع على نسبة كبيرة من الناتج الداخلي الإجمالي الخام ، وتحتل الولايات المتحدة الرتبة الأولى عالميا في هذا القطاع الذي تتزايد وتيرة تطوره.

### المؤهلات المفسرة لقوة الاقتصاد الأمريكي

#### المؤهلات المفسرة لقوة الفلاحة

##### مؤهلات طبيعية
تتمثل هذه المؤهلات الطبيعية في:
+ مجال فلاحي شاسع بحيث أكثر من نصف مساحة البلاد عبارة عن سهول كبرى خاصة في النصف الشرقي و غربا بكليفورنيا.
+ تنوع المناخ : فهو محيطي رطب شمالا وغربا، متوسطي معتدل جنوبا، وجبلي بالنصف الغربي بجبال الروكي وشرقا بجبال الابلاش. مما يساهم في تنوع المحاصيل ووفرة التساقطات.
+ أهمية الموارد المائية التي تساهم في قوة الزراعات المسقية ، ومن ابرز هذه الموارد، نذكر البحيرات الكبرى ، وكذا أنهار ذات صبيب قوي كنهر الميسيسيبي ونهر الميسوري.

##### مؤهلات تنظيمية
تدخل الفلاحة في علاقات رأسمالية مع القطاعات الاقتصادية الأخرى من صناعة وتجارة وخدمات في اطار تنظيمي، فهي تزود الفنادق والمطاعم والمصانع بالمنتجات الفلاحية، بالمقابل تزودها الصناعات بالالات والاسمدة والمبيدات ،أما قطاع الخدمات يزودها بالقروض والبحث العلمي.ويسمى هذا التنظيم الجديد بالاكروبيزنيس.

##### مؤهلات تقنية
تستفيد الفلاحة الأمريكية من الآلات والأسمدة والبذور المنتقاة و المبيدات, مع استعمال أحدث الوسائل التقنية في عملية الإنتاج باستخدام الأقمار الصناعية في مراقبة جودة التربة وكمية الأسمدة المستعملة، كما تستفيد هذه الفلاحة من الآلات اللازمة لتسويق المنتجات.
الشركات متعددة الجنسية
+تعتبر الشركات متعددة الجنسية من العوامل المساهمة في قوة الاقتصاد الأمريكي حيث تشغل عدد كبير من العمال وتحقق رقم مبيعات كبير تحتل به مراتب متقدمة عالميا.

## البطالة
اعتبارًا من ديسمبر 2017، بلغ معدل البطالة في الولايات المتحدة 4.1% أو 6.6 مليون شخص. بلغ معدل البطالة الأوسع للحكومة تحت سن 6 سنوات، والذي يشمل العاطلين عن العمل بدوام جزئي، 8.1٪ أو 8.2 مليون شخص. تم حساب هذه الأرقام باستخدام قوة عمل مدنية تبلغ حوالي 160.6 مليون شخص، مقارنة بسكان الولايات المتحدة البالغ عددهم حوالي 327 مليون شخص.
بين عامي 2009 و2010، في أعقاب الركود الكبير، أدت المشكلة الناشئة المتمثلة في التعافي من البطالة إلى مستويات قياسية من البطالة الطويلة الأجل حيث كان أكثر من ستة ملايين عامل يبحثون عن عمل لأكثر من ستة أشهر اعتبارا من يناير/كانون الثاني 2010. وقد أثر هذا بشكل خاص على العمال الأكبر سنا. وبعد مرور عام على انتهاء الركود في يونيو/حزيران 2009، حصل المهاجرون على 656 ألف وظيفة في الولايات المتحدة، في حين فقد العمال المولودون في الولايات المتحدة أكثر من مليون وظيفة، ويرجع ذلك جزئيا إلى شيخوخة الدولة (عدد المتقاعدين البيض أكثر نسبيا) والتحولات الديموغرافية. في أبريل 2010، كان معدل البطالة الرسمي 9.9%، لكن معدل البطالة الأوسع للحكومة تحت سن 6 سنوات كان 17.1%. بين فبراير 2008 وفبراير 2010، كان عدد الأشخاص الذين يعملون بدوام جزئي لأسباب اقتصادية (أي يفضلون العمل) بدوام كامل) بنسبة 4.0 مليون إلى 8.8 مليون، أي بزيادة قدرها 83٪ في العاملين بدوام جزئي خلال فترة السنتين.

## عدم المساواة في الدخل

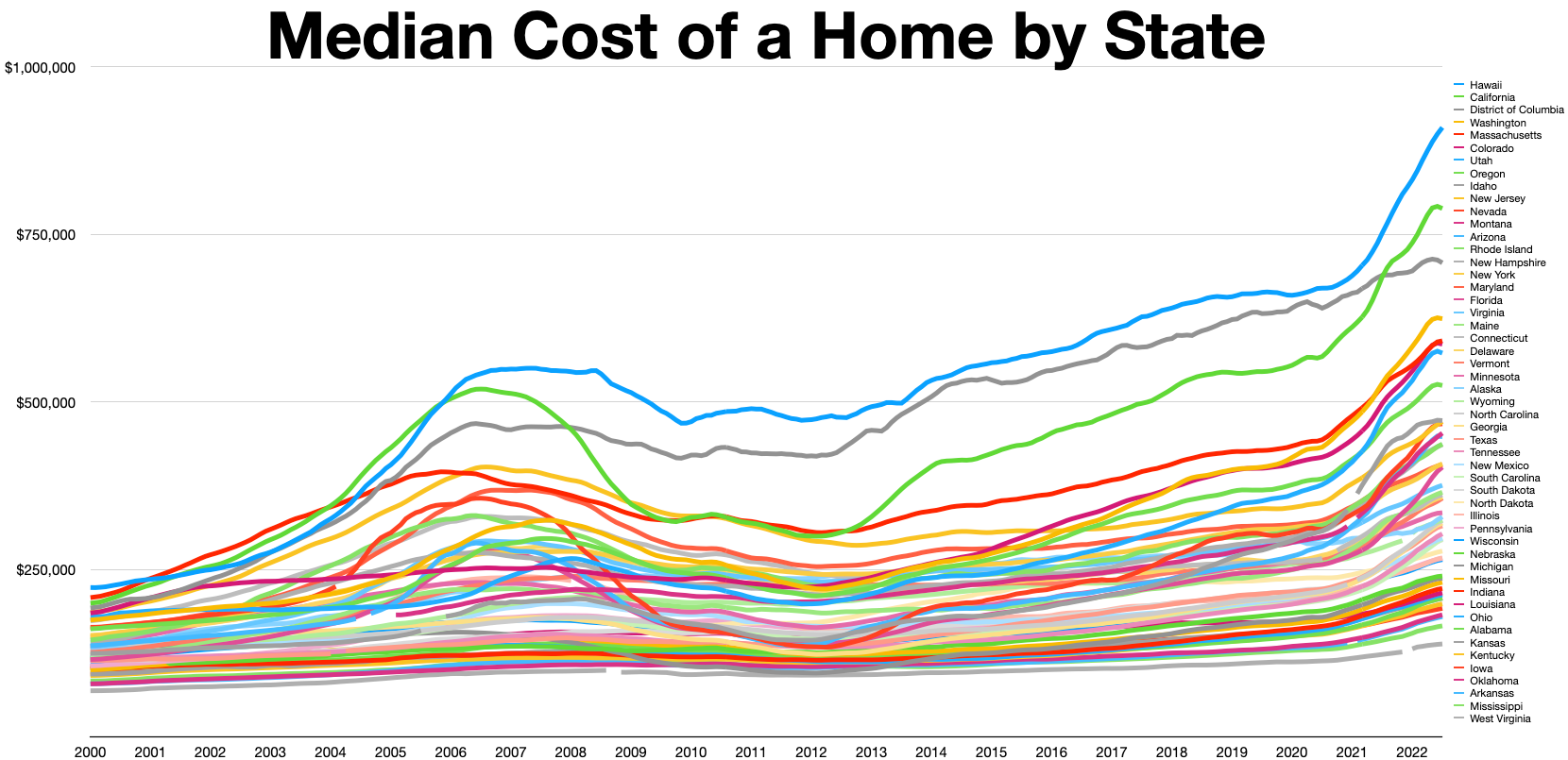
تكلفة السكن حسب الولاية

لقد أصبح عدم المساواة في الدخل موضوعا مثيرا للنقاش الساخن على مستوى العالم. وفقًا لكتاب حقائق العالم الصادر عن وكالة المخابرات المركزية، احتل عدم المساواة في الدخل في الولايات المتحدة المرتبة 41 بين 156 دولة في عام 2017 (أي أن 74٪ من البلدان لديها توزيع دخل أكثر مساواة).
وفقا لمكتب الميزانية في الكونجرس، حصلت الأسر التي تمثل أعلى 1٪ من الدخل على حوالي 9٪ من الدخل قبل الضريبة في عام 1979، مقابل 19٪ في عام 2007 و17٪ في عام 2014. وبالنسبة للدخل بعد خصم الضرائب، كانت هذه الأرقام 7 %، 17%، و13% على التوالي. تشير هذه الأرقام إلى أن حصة الدخل التي حصل عليها أصحاب الدخل الأعلى زادت بأكثر من الضعف بين عامي 1979 و2007، ثم انخفضت إلى حد ما في أعقاب الركود الكبير، وارتفاع معدلات الضرائب وسياسات إعادة التوزيع التي طبقها الرئيس باراك أوباما في عام 2013 (أي انتهاء فترة الركود). تخفيضات بوش الضريبية على أعلى 1% وإعانات للأشخاص ذوي الدخل المنخفض من خلال قانون الرعاية الميسرة). وبإعادة صياغة دخل عام 2012 باستخدام توزيع الدخل لعام 1979 (الذي يمثل الفترة الأكثر مساواة بين عامي 1950 و1980)، فإن نسبة 99% من الأسر الأكثر فقراً كانت ستحصل على دخل إضافي بنحو 7100 دولار في المتوسط. لقد اتسع عدم المساواة في الدخل في الولايات المتحدة في الفترة من 2005 إلى 2012 في أكثر من اثنتين من المناطق الحضرية الثلاث.